# Championnats du monde de gymnastique acrobatique 1994
Navigation
Édition précédente Édition suivante
Les championnats du monde de gymnastique acrobatique 1994, onzième édition des championnats du monde de gymnastique acrobatique, ont eu lieu du 28 au 30 novembre 1994 à Pékin, en République populaire de Chine.